# Leen van der Waal
Leendert (Leen) van de Waal (* 23. September 1928 in Ridderkerk; † 10. September 2020 ebenda) war ein niederländischer Ingenieur und Politiker.
Van der Waal studierte Maschinenbau an der TU Delft und war fast dreißig Jahre für den Esso-Konzern tätig. Er war dreimal Parteivorsitzender der Staatkundig Gereformeerde Partij (SGP). Er war von 1984 bis 1997 Mitglied des Europäischen Parlaments für die kleinen christlichen Parteien Staatkundig Gereformeerde Parti (SGP),  Gereformeerd Politiek Verbond (GPV) (seit 2001: ChristenUnie) und Reformatorische Politieke Federatie (RPF) (seit 2001: ChristenUnie).